# Криворожский Свято-Владимирский монастырь
Монастырь в честь священномученика Владимира — мужской монастырь, религиозная община Украинской православной церкви в городе Кривой Рог.

## История
Формировался с 1994 года при Успенском храме в городе Верхнеднепровск. 27 апреля 1996 года на заседании синода Украинской Православной церкви принято решение об открытии монастыря.
В 1997 году переведён в Кривой Рог и размещён на улице Димитрия Донского в двух 2-этажных зданиях. На 1997 год имел домовой храм священномученика Владимира и Покровский скит в селе Весёлое Криворожского района.
7 февраля 1998 года епископом Ефремом освящена домовая церковь священномученика Владимира.
В 1999 году переведён в здание бывшего наркологического диспансера 1916 года постройки. К зданию пристроена колокольня, внутри устроены кельи и новый домовой храм священномученика Владимира, митрополита Киевского.
8 апреля 2008 года освящено место для постройки храма Успения Пресвятой Богородицы.

## Характеристика
Расположен в западной части Покровского района Кривого Рога. Площадь монастыря составляет 5,5 га.
Наместники:
- Николай (Капустин) (26 июля 2005 — 2011);
- Владимир (Нероба) (с 2011).